# Johann Franz Capellini von Wickenburg

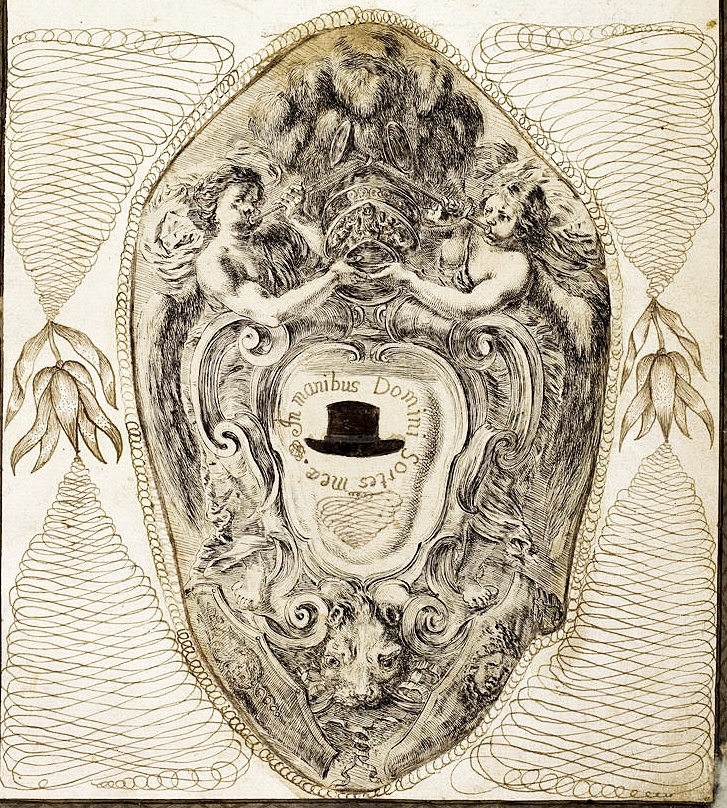
Familienwappen aus dem Thesaurus Palatinus

Johann Franz Capellini von Wickenburg, genannt Stechinelli (* 20. Juli 1677 in Celle; † 20. April 1752 in Heidelberg) war ein kurpfälzischer Geheimer Rat und Autor des regionalhistorisch bedeutsamen Werkes Thesaurus Palatinus.

## Herkunft
Er war der Sohn von Francesco Maria Capellini von Wickenburg, genannt Stechinelli (1640–1694), General-Postmeister bzw. Hofbankier der welfischen Herzogtümer und dessen zweiter Gattin Agnes Elisabeth geb. Breiger. Seit 1675 bewohnte die Familie das vom Schwiegervater, Hofrat Breiger, überlassene Haus in Celle, heute bekannt als Stechinelli-Haus. Vom Vater, der 1677 ein Gut in Wieckenberg  erworben hatte und 1688 als Reichsfreiherr von Wickenburg geadelt wurde, übernahm der Sohn auch den zusätzlichen Spitznamen „Stechinelli“, der sich auf dessen spindeldürre Beine bezog.

## Leben
Johann Franz Capellini von Wickenburg stand zuerst in 
hannoveranischen Diensten und wurde Kammerherr des Pfälzer Kurfürsten Johann Wilhelm, in Düsseldorf, der ihn 1712 auch zum Geheimen Rat ernannte. 1718 siedelte er mit dem Nachfolger Karl III. Philipp in die Kurpfalz über, wo er sich zunächst am Hof zu Heidelberg, dann in Mannheim aufhielt. 1738 avancierte der Freiherr zum Präsidenten der Kurfürstlichen Geistlichen Administration, einem sehr wichtigen, gemischtkonfessionellen Regierungsgremium, das alle Kirchengüter verwaltete und beaufsichtigte. Mit Übernahme dieses Amtes zog er wieder nach Heidelberg, wo er 1752 verstarb. Capellini von Wickenburg war verheiratet mit Maria Ottilia Ludovika geb. Blankart von Ahrweiler, mit deren kinderlosem Bruder Johann Otto Friedrich Blankart von Ahrweiler dieses Geschlecht 1712 im Mannesstamm erlosch.
Ihr Enkel Anton Anselm Capellini von Wickenburg (1750–1813) erhielt 1790 die Erhebung in den Reichsgrafenstand und wirkte als bayerischer Gesandter (bevollmächtigter Minister) in St. Petersburg bzw. Wien. Dessen Sohn war der österreichische Staatsmann Matthias Constantin Capello von Wickenburg (1797–1880).

## Historische Bedeutung

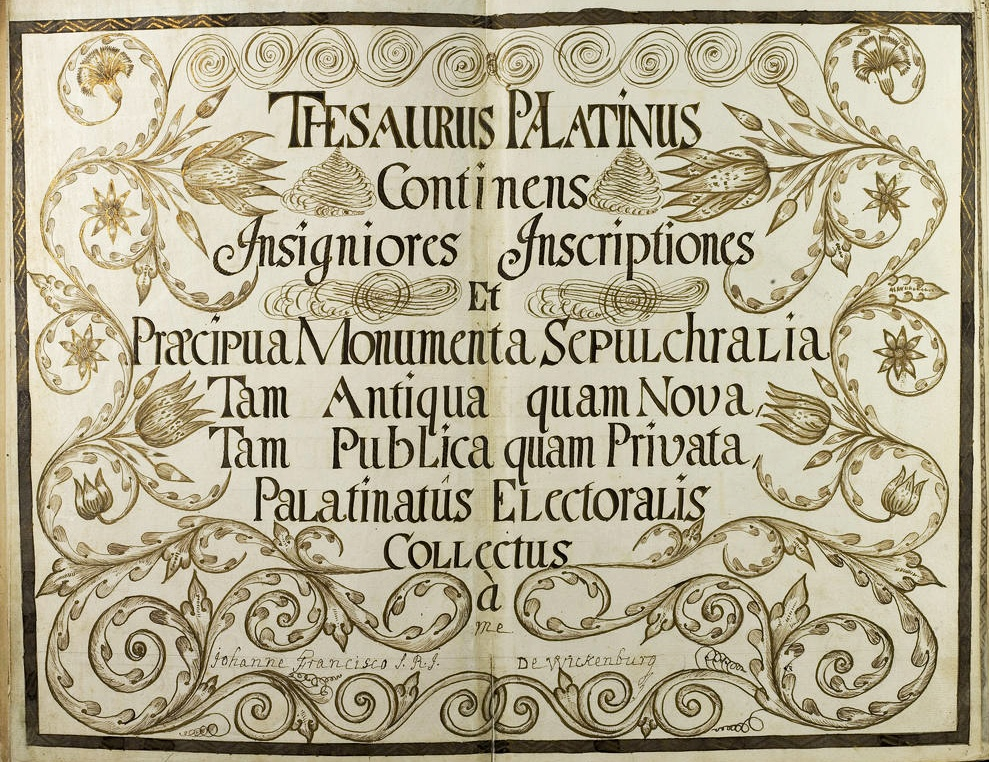
Titelseite des Thesaurus Palatinus

Historische Bedeutung erlangte Johann Franz Capellini von Wickenburg durch die Herausgabe seines 2-bändigen Werkes „Thesaurus Palatinus“. Vermutlich angeregt durch die Übernahme des Präsidentenamtes bei der Geistlichen Administration begann der Adelige systematisch Ansichten von Bauwerken, von Grabdenkmälern in Kirchen, dortige Inschriften, Glockenbeschriftungen und ähnliche historische Dinge zu sammeln, zu katalogisieren und zeichnerisch festzuhalten. Er beauftragte auch seine Angestellten ihm derartiges, das sie bei ihren Dienstreisen entdeckten, mitzuteilen. So entstand die 2-bändige Sammlung „Thesaurus Palatinus“, die heute eine wichtige Quelle vieler verlorener Denkmäler bzw. Inschriften ist. An den beiden großformatigen Bänden waren verschiedene Zeichner beteiligt, u. a. Peter Friedrich de Walpergen und Theodor Gottfried Thum. Die Darstellungen sind häufig in Form von Rötelzeichnungen überliefert und entstanden zwischen 1747 und 1752. Der erste Band konzentriert sich auf Heidelberger und Mannheimer Gebäude bzw. Denkmäler, der zweite Band enthält überwiegend Epitaphien bzw. Inschriften aus der Kurpfalz sowie den größeren Städten Mainz, Trier, Speyer und Worms.
Die beiden Originalbände befinden sich heute im Geheimen Hausarchiv des Bayerischen Hauptstaatsarchivs in München unter der Signatur Hs. 317.